# 乙型冠狀病毒1型
乙型冠狀病毒1型（Betacoronavirus 1、β1CoV）是乙型冠狀病毒屬的一個種，包含多種病毒，分別可感染人類、牛與豬等動物，造成人類普通感冒的人類冠狀病毒OC43即屬於乙型冠狀病毒1型。
乙型冠狀病毒屬1型的病毒皆以9-O-乙酰基唾液酸（9-O-acetylated sialic acids、9-O-Ac-Sias）為受體感染細胞。這些病毒的宿主範圍通常相當狹小，很少發生跨物種感染。
乙型冠狀病毒屬中，乙型冠狀病毒1型、兔冠狀病毒HKU14、中國鼠冠狀病毒HKU24、鼠冠狀病毒、人類冠狀病毒HKU1等共同組成一演化支支序A（lineage A），此演化支的病毒基因組中皆編碼血细胞凝集素酯酶（HE），其他冠狀病毒則無，其中在大鼠中發現的中國鼠冠狀病毒HKU24可能是乙型冠狀病毒屬1型的姊妹群，顯示乙型冠狀病毒屬1型最早可能是由鼠類病毒演化而來。